# Anoplotettix fastuosus
Anoplotettix fastuosus är en insektsart som beskrevs av Logvinenko 1975. Anoplotettix fastuosus ingår i släktet Anoplotettix och familjen dvärgstritar. Inga underarter finns listade i Catalogue of Life.